# Türk Telekom Arena
El Türk Telekom Arena (nom complet  Aslantepe Ali Sami Yen Spor Kompleksi Türk Telekom Arena) és un estadi poliesportiu situat a Aslantepe, districte de Sarıyer, a Istanbul, Turquia
Va ser inaugurat el 15 de gener del 2011 i és la nova seu del Galatasaray S.K., que ha abandonat així el vell Estadi Ali Sami Yen. Té una capacitat de 52.652 espectadors. Forma part del complex Ali Sami Yen Complex a Aslantepe, İstanbul, i disposa també d'un pavelló cobert amb capacitat per a 15.500 persones i centres comercials (cinemes, hipermercat, cafeteria, bar).
Galatasaray i Türk Telekom van arribar a un acord de patrocini de 10 anys, segons el qual, l'estadi rep el nom de Türk Telekom Arena. Aquests drets van ser venuts per US$ 10.25 milions anuals.